# René Erler
René Erler (* 1983 in Freiberg) ist ein deutscher Film- und Theaterschauspieler.

## Ausbildung
Erler besuchte in seiner Heimatstadt von 1989 bis 2001 die Schule und danach bis 2005 die Hochschule für Musik und Theater „Felix Mendelssohn Bartholdy“ Leipzig. Er lebt in Berlin.

## Filmografie (Auswahl)
- 2004: In aller Freundschaft: Eine Herzensangelegenheit (Regie: Celino Bleiweiß)
- 2004: In aller Freundschaft: Liebeslügen (Regie: Celino Bleiweiß)
- 2010: SOKO Stuttgart: Schrödingers Katze (Regie: Daniel Helfer)
- 2010: Geschichte Mitteldeutschlands: Kaiserin Adelheid – Die mächtigste Frau der Ottonen (Regie: Dirk Otto)
- 2010: Bipolar (Regie: Eva Kallweit) (Kurzfilm)
- 2012: Sprachlos (Regie: Edvina Harizaj, Julia-Pia Huemer und Dustin Schiele) (Kurzfilm)
- 2012: Nemez (Regie: Stanislav Güntner)
- 2012: Masquerade (Regie: Adrian Lugol) (Kurzfilm)
- 2013: Doc meets Dorf: Landarzt sein wollen ist nicht schwer (Regie: Franziska Meyer Price)
- 2013: Doc meets Dorf: Fire, Water, Burn (Regie: Franziska Meyer Price)
- 2014: Der Wald (Regie: Viktor Gasic)
- 2016: Notruf Hafenkante: Freiheit (Regie: Rolf Wellingerhof)
- 2017: In aller Freundschaft: Das große Herz (Regie: John Delbridge)

## Theater (Auswahl)
- 2004: David Copperfields Abenteuer (Regie: Matthias Gehrt), Staatsschauspiel Dresden
- 2006: Kabale und Liebe (Regie: Constanze Kreusch), Staatsschauspiel Dresden
- 2008: Chopin. Ein Schauspieler. Ein Pianist (auch Regie), Semperoper, Dresden
- 2009: Ein Sommernachtstraum (Regie: Kay Voges), Staatsschauspiel Dresden
- 2010: Das Bildnis des Dorian Gray (Regie: Lutz Hillmann), Theater Bautzen
- 2012: Sugar – Manche mögen’s heiß (Regie: Stanislav Moša), Theater Bautzen